# Comunitat de municipis del País Léonard
La Comunitat de Municipis del País Léonard (en bretó Kumuniezh kumunioù Bro Leon) és una estructura intercomunal francesa, situada al departament del Finisterre a la regió Bretanya, al País de Morlaix. Té una extensió de 116,26 kilòmetres quadrats i una població de 19.909 habitants (2007).

## Composició
Agrupa 8 comunes :
| Code INSEE | Comuna            | Població  | Superfície | Densitat     | Any d'adhesió | Delegats |
| ---------- | ----------------- | --------- | ---------- | ------------ | ------------- | -------- |
| 29011      | Île-de-Batz       | 574 hab   | 3.05 km²   | 179 hab/km²  | 1994          | 1        |
| 29148      | Mespaul           | 907 hab   | 11.48 km²  | 77 hab/km²   | 1994          | 1        |
| 29184      | Plouénan          | 2 474 hab | 30.64 km²  | 81 hab/km²   | 1994          | 1        |
| 29192      | Plougoulm         | 1 869 hab | 18.37 km²  | 98 hab/km²   | 1994          | 1        |
| 29239      | Roscoff           | 3 722 hab | 6.19 km²   | 589 hab/km²  | 1994          | 1        |
| 29259      | Saint-Pol-de-Léon | 7 339 hab | 23.42 km²  | 306 hab/km²  | 1994          | 1        |
| 29273      | Santec            | 2 356 hab | 8.18 km²   | 283 hab/km²  | 1994          | 1        |
| 29276      | Sibiril           | 1 294 hab | 11.47 km²  | 111 hab/km²  | 1994          | 1        |
| Totals     | 8 comunes         | 20535 hab | 116 km²    | 215 hab./km² | --            | 8        |

## Administració
| Data d'elecció                             | Identitat       | Partit | Qualitat |
| ------------------------------------------ | --------------- | ------ | -------- |
| 1994-2008                                  | Adrien Kervella | (UMP)  |          |
| 2008-                                      | Nicolas Floch   | (SE)   |          |
| Les dades anteriores no són pas conegudes. |                 |        |          |
|                                            |                 |        |          |